# Raymond Charette
Pour les articles homonymes, voir Charette.
Raymond Charette, né le 1er octobre 1928 à Montréal et mort le 28 septembre 1983, est un annonceur, réalisateur et animateur de radio et de télévision québécois.

## Biographie
Il est le père de Christiane Charette.
Il entre au service de Radio Canada International en 1953.
Il a été reconnu pour ses qualités professionnelles exceptionnelles et pour sa maîtrise exemplaire de la langue française. Deux des émissions qu’il a animées l’ont particulièrement fait connaître : Tous pour un, de 1963 à 1966, et Atome et Galaxies, de 1967 à 1969.

## Hommage
Le Prix Raymond-Charette est remis en son honneur annuellement.